# Clark Leonard Hull
Clark Leonard Hull (1884-1952), est un psychologue behavioriste américain. Il est avant tout connu pour l'introduction de la notion de pulsion dans sa théorie de l'apprentissage.

## Biographie
Hull a élaboré une théorie très systématisée du comportement, centrée sur les phénomènes d'apprentissage. Il a eu une grande influence sur le béhaviorisme américain. À la psychologie expérimentale, il a apporté une nouvelle méthode : la méthode hypothético-déductive systématique, après l'observation et l'élaboration d'hypothèses. Cette méthode lui apporte des définitions précises et des postulats conceptualisés, qui lui permettent de déduire ses théories à soumettre à la vérification expérimentale. Pour lui, le comportement est un ensemble d'interactions entre l'individu et son environnement. Il analyse le comportement dans une perspective d'adaptation biologique qui est une optimisation des conditions de vie entraînée par une sorte de réduction du besoin. Il fait intervenir deux notions importantes dans sa théorie comportementale : la pulsion qui est le dénominateur des motivations premières et l'habitude qui est la répétition d'une réaction préalablement renforcée.
Dès 1930 se révèlent ses ambitions mécanistes à travers son projet des "machines psychiques" qui étaient capables de penser et d'apprendre.

## Influence
Hull fut le professeur du célèbre psychiatre Milton Erickson. Il est aussi connu pour ses débats avec Edward Tolman.